# Vasilij Fjodorov
Vasilij Fjodorov (russisk: Василий Фёдорович Фёдоров) (født 1891 i Moskva i det Russiske Kejserrige, død 1971 i Moskva i Sovjetunionen) var en sovjetisk filminstruktør og skuespiller.

## Filmografi
- Dødens hus (Мёртвый дом, 1932)[1]
- Slut på stop (Конец полустанка, 1935)